# 印度教民族主義
印度教民族主义（英語：Hindu nationalism），是指印度次大陸上一種支持本土精神和文化传统（印度教）的社会和政治思潮。 印度教民族主義中影響力最大的一個意識形態就是印度教性。